# Zoo Mnichov
Zoo Mnichov je zoologická zahrada v Mnichově v Německu. Zoo byla založená v roce 1911, v roce 1922 byla všechna zvířata rozprodána. K znovuobnovení zoo došlo v roce 1929.
Jedná se o přírodní zoo, kde jsou zvířata držena více v přírodním než umělém prostředí. Němci tento typ zoo označují jako „tierpark“. Do češtiny by se to kromě zoo dalo přeložit i jako zvěřinec.[zdroj⁠?!]
Zoo je umístěno na jižní straně Mnichova a jede zde metro U3 (zastávka „Thalkirchen (Tierpark)“) a autobusová linka 52 „Tierpark (Alemannenstraße)“.